# Bilkisu Funtuwa
Hajiya Bilkisu Salisu Ahmed Funtuwa (ca. 1960) es una escritora nigeriana en lengua hausa. 
En sus obras, trata temas como el feminismo y los derechos de la mujer relacionados con los hausas y el islam. Actualmente, vive con su familia en la localidad de Funtua, Estado de Katsina, Nigeria. 